# Pine Bluff
Pine Bluff è un centro abitato (city) degli Stati Uniti d'America, capoluogo della contea di Jefferson, nello Stato dell'Arkansas. Nel 2009 la popolazione era di 50.386 abitanti.

## Geografia fisica
Secondo i rilevamenti dello United States Census Bureau, Pine Bluff si estende su una superficie di 46,85 km².

## Cultura
- University of Arkansas at Pine Bluff.